# Mologuen
Mologuen ist eine osttimoresische Aldeia im Suco Oeleo (Verwaltungsamt Bobonaro, Gemeinde Bobonaro). 2015 lebten in der Aldeia 300 Menschen.

## Geographie
Mologuen bildet die südwestliche Hälfte des Sucos Oeleo. Nordöstlich befindet sich die Aldeia Oeleo Taz. Im Süden grenzt Mologuen an den Suco Tapo, im Südosten an den Suco Ai-Assa und im Nordwesten an die Sucos Tapo/Memo und Odomau. Im Südwesten liegt der Berg Abendudatoi (1792 m) und im Südosten der Berg Peop (1037 m).
Durch die Mitte der Aldeia führt die Überlandstraße, die Lolotoe mit dem Norden Osttimors verbindet. Im Norden liegt an ihr das Dorf Nelgen, nördlich davon die Siedlung Tasmil und an der Südgrenze der Ort Mologuen. In Nelgen befindet sich eine Grundschule.

## Politik
2023 wurde Domingos de Jesus zum Chefe de Aldeia gewählt.